# Уренгойское газовое месторождение
Уренго́йское газовое месторождение — уникальное газовое месторождение, третье в мире по величине газовых запасов, которые превышают десять триллионов кубических метров (10¹³ м³). Находится в Ямало-Ненецком автономном округе России, немного южнее Северного полярного круга. Имя дано по названию близлежащего населённого пункта — посёлка Уренгой. Впоследствии вблизи месторождения вырос город газовиков Новый Уренгой.

## Запасы
Общие геологические запасы оцениваются в 16 трлн м³ природного газа и 1,2 млрд тонн газового конденсата. Остаточные геологические запасы составляют 10,5 трлн м³ природного газа и 65,63 % от общих геологических запасов Уренгойского месторождения.

## История

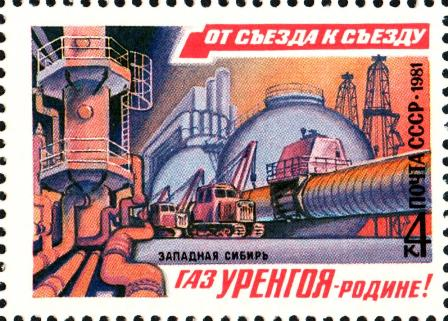
Газ Уренгоя — Родине! Западная сибирь. Марка СССР, 1981.

Месторождение открыто в июне 1966 года В. Т. Подшибякиным; первооткрывательницей уренгойской структуры стала сейсморазведочная партия В. Цыбенко. Первая на Уренгое разведочная скважина была пробурена 6 июня 1966 года бригадой мастера В. Полупанова. Добыча на месторождении началась в 1978 году. 25 февраля 1981 на Уренгойском месторождении добыты первые сто миллиардов кубометров природного газа. С января 1984 газ с Уренгойского месторождения начинает экспортироваться в Западную Европу.
Освоение шло опережающими темпами. В первый год эксплуатации было добыто девять млрд м³ газа, на второй год — 23 млрд м³. К 1986 году месторождение досрочно вышло на проектную мощность.
В 1997 году началась промышленная эксплуатация нефтяных скважин. С 2008 года ведётся добыча газа и конденсата из ачимовских отложений. Ачимовские отложения залегают на глубинах от 2500 до 4000 м и имеют гораздо более сложное геологическое строение по сравнению с сеноманскими. Они занимают промежуточное положение между традиционными пластами и более древними и сложными отложениями баженовской свиты.
В январе 2022 года «Газпром» приступил к реализации проекта по добыче, доставке и переработке «жирного» газа с высоким содержанием этана. Проект охватывает Уренгойское месторождение, линейную часть и компрессорные станции на всём протяжении до Усть-Луги. Генеральным подрядчиком является АО «Газстройпром».
Следующим шагом должна стать разработка юрских отложений.

## Технологические особенности
Ачимовские отложения характеризуются низкой продуктивностью, поэтому проектом предусмотрено строительство скважин с горизонтальной проходкой по пласту на протяжении 200—300 метров, после чего часто проводится гидравлический разрыв пласта. На Ен-Яхинском месторождении, входящем в состав Большого Уренгоя, вследствие высокого содержания газового конденсата широко применяется сайклинг-процесс. Это позволяет за счёт обратной закачки осушенного газа в пласт снизить пластовые потери конденсата.
Двойное дросселирование газа позволило снизить потери давления и обеспечить качество продукции в условиях задержки ввода дожимных компрессорных станций. Благодаря раздельно-групповому подключению к газосборной сети удалось продлить период работы низкодебитных скважин. После запуска поршневых компрессорных станций было прекращено сжигание низконапорного попутного нефтяного газа.

## Текущее состояние
Эксплуатационный фонд скважин Уренгойского месторождения составляет более 1300 скважин. Добычу на месторождении осуществляет компания ООО «Газпром добыча Уренгой» (ранее «Уренгойгазпром») — 100 % дочернее предприятие ПАО «Газпром». Добыча природного газа в 2007 году составила 223 млрд кубометров.
В декабре 2008 года ООО «Газпром добыча Уренгой» перешло в газодобыче рубеж в 6 трлн м³.

## Перспективы
В 2011 году ООО «ТюменНИИгипрогаз» разработало «Единую технологическую схему разработки залежей углеводородного сырья ачимовских отложений Уренгойского месторождения», что позволило определить стратегию разработки и учесть интересы всех трёх недропользователей.
Согласно этому документу четвёртый эксплуатационный ачимовский участок, принадлежащий ООО «Газпром добыча Уренгой», будет введён в 2015 году, пятый — в 2016 году, третий — в 2017 году. К 2022 году предполагается вывести все пять участков на проектный уровень добычи нестабильного конденсата — 10,8 млн тонн в год. К 2024 году предусмотрен выход на проектную добычу газа — 36,8 млрд м³ в год.
Потенциальные годовые отборы газа по всем недропользователям могут достичь к 2020—2022 годам 60 млрд м³ и 18 млн т конденсата. В 2014—2015 годах должен состояться ввод нефтяных залежей. Прогнозируемые максимальные уровни добычи нефти — более 11 млн тонн в год.